# Courtland Mead
Courtland Robert Mead (Mission Viejo, 19 april 1987) is een Amerikaans acteur en stemacteur.

## Biografie
Mead werd geboren in Mission Viejo als broer van een tweeling.
Mead begon als jeugdacteur met de televisieserie Baby Talk. Hierna heeft hij nog meerdere rollen gespeeld in televisieseries en films, hij is vooral bekend als stemacteur in de animatieserie Recess waar hij in 128 afleveringen actief was (1997-2001). In 2010 was hij voor het laatst actief, wat hij hierna gedaan heeft is niet bekend.

## Filmografie

### Films
- 2010 Mean Parents Suck - als Tommy Farrell
- 2003 Recess: Taking the Fifth Grade – als Gus (stem)
- 2003 Recess: All Growed Down – als Gus (stem)
- 2002 The Truly Twisted Tale – als stem
- 2001 Recess Christmas: Miracle on Third Street – als Gustav Patten Griswald (stem)
- 2001 Recess: School's Out – als Gus Griswald (stem)
- 1999 The Haunting – als kind (stem)
- 1999 Go – als jongen
- 1998 A Bug's Life – als stem
- 1998 Emma's Wish – als Danny Bookman
- 1996 What Love Sees – als Hap Holly
- 1996 Hellraiser: Bloodline – als Jack Merchant
- 1995 Tom and Huck – als Sid
- 1995 Babe – als Puppy (stem)
- 1995 Indictment: The McMartin Trial – als Malcolm Johnson
- 1994 Corrina, Corrina – als Howard Davis
- 1994 The Little Rascals – als Uh-Huh
- 1994 Dragonworld – als jonge Johnny McGowan
- 1994 One Woman's Courage – als Michael Pearson
- 1994 In the Best of Families: Marriage, Pride & Madness – als jonge Jimmy
- 1993 Lake Consequence – als Christopher
- 1993 A Child Lost Forever: The Jerry Sherwood Story – als Dennis Craig Jurgens
- 1992 Only You – als Frank jr.
- 1991 For Parents Only – als Tommy

### Televisieseries
Uitgezonderd eenmalige gastrollen.
- 2002-2003 Lloyd in Space – als Lloyd Nebulon – 8 afl.
- 1997-2001 Recess – als Gus (stem) – 128 afl.
- 1999-2000 NYPD Blue – als Kyle Kirkendall – 2 afl.
- 1997-1998 Touched by an Angel – als Matthew Mills – 2 afl.
- 1997 The Shining – als Daniel Anthony Torrance – 3 afl.
- 1995-1996 Kirk – als Russell Hartman – 31 afl.

- Library of Congress Control Number: no2005083438
- Virtual International Authority File: 41578154
- WorldCat: E39PBJf8r7BbTTyBhYGHKVRh73